# Desmatogaster
Desmatogaster là một chi bọ cánh cứng thuộc họ Ptinidae.

## Các loài
- Desmatogaster subconnata